# کارن فارلی
کارن فارلی (انگلیسی: Karen Farley؛ زادهٔ ۲ سپتامبر ۱۹۷۰) یک بازیکن فوتبال زن اهل انگلستان است.
وی سابقه عضویت در تیم ملی فوتبال زنان انگلستان را داراست.